# Tani otoshi

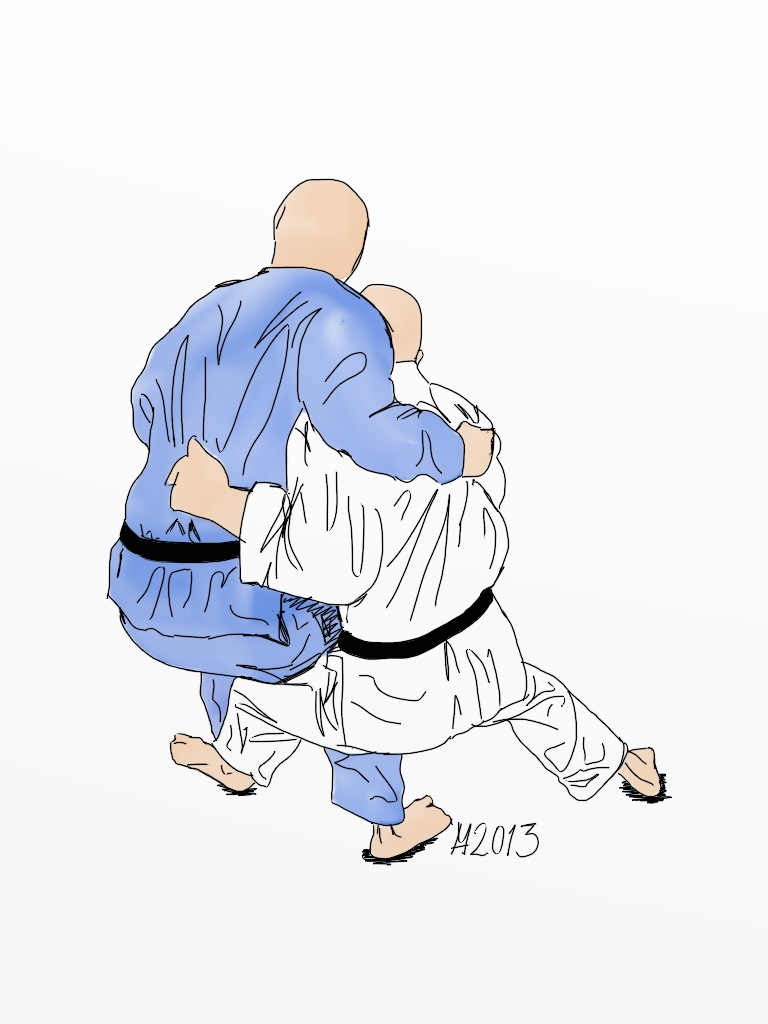
Tani otoshi.

Tani otoshi (谷落?) es un derribo de judo, contenido en las 40 proyecciones desarrolladas por Jigoro Kano. Pertenece al cuarto grupo, yonkyo, y es clasificada como técnica de sacrificio lateral o yoko-sutemi.

## Ejecución
El atacante (tori) se sitúa frente al oponente (uke), asiendo un brazo con una mano y su solapa con otro (y viceversa, dado que este movimiento es muchas veces usado como reversión). Entonces, tirando del oponente hacia abajo, el usuario sitúa una pierna detrás de las suyas y se deja caer para arrastrarle al piso, con el uke cayendo de espaldas y el tori de lado.
Se trata de una de las contras más comunes para las técnicas de cadera, en especial para koshi guruma, ya que tori puede aprovechar el impulso y la posición vulnerable de uke para realizar una entrada mucho más efectiva.